# British Handball Association

Altes Logo der British Handball Association (BHA)

Die British Handball Association (BHA, deutsch: Britischer Handballverband) ist der nationale Dachverband des Handballsports im Vereinigten Königreich.

## Geschichte
Der Handballverband wurde 1967 in Liverpool gegründet und ist seit 2004 Mitglied der Europäischen Handballföderation (EHF) sowie seit 1970 der Internationalen Handballföderation (IHF).

## Mannschaften
Vom britischen Handballverband werden die britischen Auswahlen, die britische Frauen-Handballnationalmannschaft und die britische Männer-Handballnationalmannschaft aufgestellt. Auch die Jugend- und Juniorenmannschaften werden durch den Verband betreut.
Handball auf Vereinsebene ist im Vereinigten Königreich durch die England Handball Association und die Scottish Handball Association organisiert, beide Verbände sind assoziierte Mitglieder der EHF.